# Loffo Camara
Pour les articles homonymes, voir Camara.
Loffo Camara, née vers 1925 et morte abattue par un peloton d'exécution le 25 janvier 1971 à Conakry, est une femme politique guinéenne, notamment membre du gouvernement de la Première République de Guinée en tant que secrétaire d'État aux Affaires sociales, poste qu'elle occupe de 1961 à 1968. Cela fait d'elle la première femme membre d'un gouvernement en Guinée. Après une brouille avec le président Ahmed Sékou Touré, elle est destituée, quelques années plus tard arrêtée puis abattue par un peloton d'exécution.

## Carrière politique

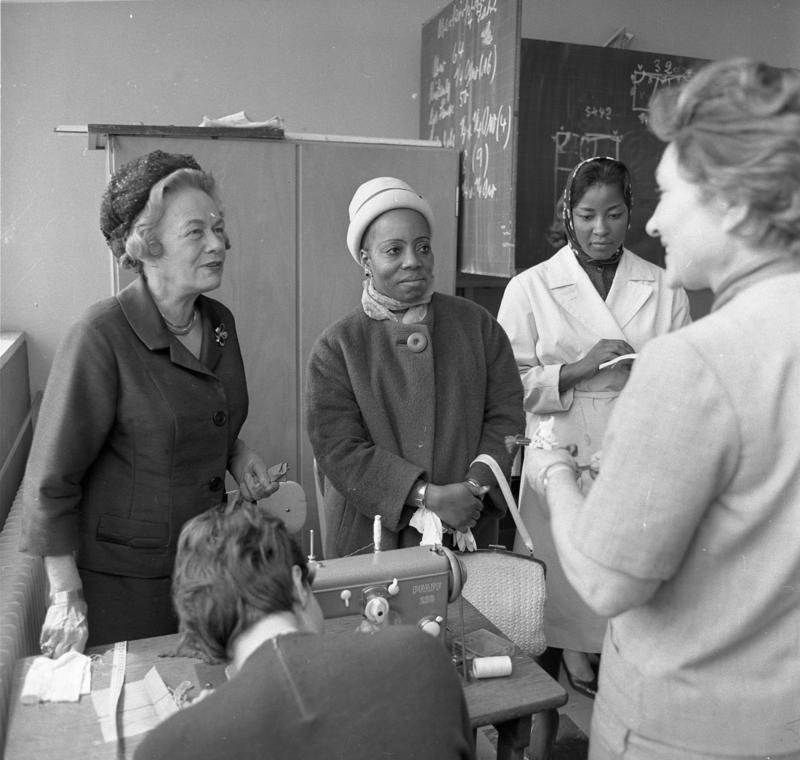
Loffo Camara le 10 mai 1962 lors d'une visite en Allemagne de l'Ouest. Elle est alors en compagnie de Wilhelmine Lübke, l'épouse du président Heinrich Lübke.

Sage-femme de profession et passionnée de couture, elle débute en politique en adhérant au Parti démocratique de Guinée (PDG) dans sa ville natale Macenta, au sud-ouest du pays. Elle est ensuite élue députée à l'Assemblée nationale et devient également membre du comité central du PDG. En juillet 1960, elle effectue un « voyage d’information » en République démocratique allemande. De 1961 à 1968, elle est secrétaire d'État aux Affaires sociales.
Dès novembre 1962, Loffo Camara et d'autres personnalités politiques, émettent l'idée que les membres du gouvernement devraient être élus par les membres du parti. Cette proposition tentait de s'opposer à la mainmise du chef de l'État Ahmed Sékou Touré, qui avait alors précédemment nommé Toumani Sangaré et Fodéba Keïta, alors que ni l'un ni l'autre n'avaient d'expérience à ce niveau de responsabilité. Lors du 8e congrès du PDG en 1967, Sékou Touré parvient à consolider son emprise sur le pouvoir en réduisant le nombre de membres du gouvernement de quinze à sept. Loffo Camara figure alors parmi les huit ministres exclus.

## Circonstances du décès
Elle est arrêtée en décembre 1970 à la suite de l'opération Mer Verte. Elle est transférée de Kindia au Camp Boiro le 24 janvier 1971 et finalement abattue par un peloton d'exécution le lendemain parmi un groupe dont elle était la seule femme,,. Mamadi Keïta, le beau-frère du président Ahmed Sékou Touré faisait partie du peloton d'exécution. Sa dépouille est ensuite enterrée dans une fosse commune.